# 위시사우루스
위시사우루스(Yuxisaurus)는 중생대 쥐라기 초기에 살았던 공룡이다. 속명의 뜻은 중국어 '위시(Yuxi)'와 도마뱀을 뜻하는 그리스어 '사우로스(sauros)'가 결합된 '위시 도마뱀'을 의미한다.화석은 2021년 중국 남서부에서 발견되었고 이후 2022년 3월에 공식적으로 기술되었다.

인간과의 크기 비교